# Monte Muretto (Orsiera)
Il Monte Muretto (2.278 m s.l.m.) è una montagna delle Alpi del Monginevro nelle Alpi Cozie. Si trova in Piemonte (Città metropolitana di Torino).

## Caratteristiche
La montagna è collocata lungo lo spartiacque tra la Val Susa e la Val Sangone a nor-est del Monte Rocciavrè, alla testata della valle del Sangonetto (Val Sangone). A sud il Colle del Vento la separa dalla Punta Costabruna mentre a nord-est lo spartiacque procede con il Monte Salancia.. 

## Salita alla vetta
La montagna può essere raggiunta per un sentierino che parte dal Colle del Vento; la salita è valutata di difficoltà E.

## Protezione della natura
Il monte Muretto si trova all'interno del Parco naturale Orsiera - Rocciavrè.